# Krasni (Srédniye Chuburki)
Krasni (del ruso: Красный) es un jútor del raión de Kushchóvskaya del krai de Krasnodar, en Rusia. Está situado en las llanuras de Kubán-Priazov, junto a la frontera del óblast de Rostov, a orillas del Chuburka, afluente del río Mókraya Chuburka, 35 km al noroeste de Kushchóvskaya y 193 km al norte de Krasnodar, la capital del krai. Tenía 77 habitantes en 2010
Pertenece al municipio Srednechuburkskoye.

## Transporte
Junto a la localidad pasa el ferrocarril Bataisk-Starominskaya. En Orlovka se halla la plataforma más cercana en esa vía.